# Другий з'їзд монархів у Вишеграді
Другий з'їзд монархів у Вишеграді — спільна зустріч правителів Угорського королівства, Польського королівства та Богемського королівства, яка відбулася влітку 1338 року в угорському Вишеграді. Це була друга вишеградська зустріч представників Угорщини, Чехії та Польщі (перша відбулася в листопаді 1335 року).
З числа учасників так званого «вишергадського трикутника», представленого правителями Угорщини, Чехії та Польщі, особисто не з'явився король чеський Ян I Сліпий (Люксембурзький), якого репрезентував син — маркграф Моравії Карл V. Згадується також приїзд до угорського короля деякого руського князя Лотка (Lothka), якого дослідники ідентифікують або як галицько-володимирського короля Юрія II, як одного із галицьких бояр або як Володислава Земовитовича Куявського. Є і інші варіанти його ідентифікації, зокрема як внука короля Юрія I — Володимира, останнього представника Рюриковичів у Галицько-Волинському князівстві.
Головними наслідками з'їзду стала відмова на користь королівства Чехії претензій польського короля Казимира III на сілезькі князівства і Плоцьк, обіцянка Яна I Сліпого не буде підтримувати Тевтонський орден на визначеному папою Бенедиктом XII суді з приводу територіальних суперечок між Королівством Польським та Тевтонським орденом, а також надання принцові угорському Людовику спадкових прав на Польщу у випадку бездітної смерті Казимира III. Ідучи на такі поступки Угорщині, Казимир ймовірно вважав, що Анжу не обіймуть польського трону, оскільки він мав ледве 28 років. Незабаром після цього відбувся судовий процес проти Ордену у Варшаві (на нейтральній території); вирок велів хрестоносцям повернути всі захоплені у Польщі землі та оплатити відшкодування. Після апеляції ордена папа призупинив виконання цього вироку.
У польській історіографії деколи висловлюється припущення, що у випадку участі у з'їзді руського короля Юрія II він міг передати спадкові права на свої землі польському королю Казимиру ІІІ. Однак таке твердження немає відповідної доказової бази, а можливість подібної угоди виглядає малоймовірною через ворожі стосунки, що склались на той момент між двома правителями. Михайло Грушевський уважав, що ймовірна участь короля Юрія II у з'їзді навпаки мала на меті випередити невигідні для свого князівства домовленості між угорським та польським королями. Імовірність таких домовленостей підтверджується поведінкою обидвох королів у 1340 році, коли після смерті Юрія II вони організували спільний похід на Русь (військо угорців очолював палатин Віллерм Другет), у ході якого польським королем було пограбовано, зокрема, міста Перемишль та Львів.